# Villeroy
Villeroy é uma comuna francesa na região administrativa de Borgonha-Franco-Condado, no departamento de Yonne. Estende-se por uma área de 7,12 km². Em 2010 a comuna tinha 397 habitantes (densidade: 55,8 hab./km²).